# Sociedade Esportiva Palmeiras
Palmeiras là một câu lạc bộ poliesportivo của Brazil có trụ sở tại São Paulo có phương thức thể thao chính là bóng đá, với một trong những đội chiến thắng nhiều hơn và đó là giữa Các đội có sự cổ vũ lớn hơn của Đất nước. Màu sắc của câu lạc bộ, hiện diện trong lá chắn và cờ chính thức, là màu xanh lá cây và màu trắng. Màu đỏ, hiện tại từ nền tảng của nó vào năm 1914, đã bị loại trừ trong Thế chiến II, dưới áp lực của chính phủ quốc gia, trong cùng một cuộc họp đã chính thức hóa việc đổi tên của Palestine thành Palmeiras.
Những danh hiệu quan trọng nhất của nó bị chinh phục trong bóng đá là Copa Libertadores của Mỹ năm 1999 và Cúp Rio năm 1951, được coi là vào thời điểm đó như các câu lạc bộ bóng đá trên toàn thế giới và được FIFA công nhận như vậy, thông qua chủ tịch của Ủy ban điều hành FIFA ngày 7 tháng 6, và bằng một tài liệu gửi đến Bộ Thể thao Brazil vào tháng 11 năm đó. Năm. Tuy nhiên, thực thể này không công nhận cuộc thi là một giải đấu chính thức của FIFA và củng cố vị trí này vào tháng 10 năm 2017, khi họ công nhận những người chiến thắng Cup Liên lục địa là nhà vô địch thế giới, mà không thúc đẩy việc thống nhất Cup Liên lục địa với cạnh tranh hiện tại của nó.
Palmeiras là đội Brazil có số danh hiệu quốc gia bị chinh phục nhiều nhất, là người duy nhất giành chiến thắng trong tất cả các cuộc thi chính thức diễn ra ở Brazil, ban đầu bởi Liên đoàn Thể thao Brazil (CBD) và, kể từ năm 1980, bởi Liên đoàn Hiệp hội bóng đá Brazil (CBF). Alviverde có 14 thành tích cỡ này, [18] với điểm nhấn lớn cho mười danh hiệu vô địch Brazil (người giữ kỷ lục hiện tại): 1960, 1967 (1), 1967 (2), 1969, 1972, 1973, 1993, 1994, 2016 và 2018. Ngoài các giải vô địch này, Palmeiras đã giành chiến thắng tại quốc gia World Cup 1998, 2012 và 2015 và World Cup 2000, các cuộc thi cũng do Liên đoàn bóng đá Brazil tổ chức.
Tại bang São Paulo, Palmeiras cũng là một trong những người chiến thắng chính, với 22 thành tích của Giải vô địch bóng đá Paulista và hai danh hiệu phụ của cùng một cuộc thi. Năm 1996, alvverde đã chinh phục tiểu bang năm đó bằng chiến dịch tốt nhất của một đội trong kỷ nguyên chuyên nghiệp trong chức vô địch này. Vào thời điểm đó, anh là nhà vô địch với 83 điểm giành được trong 90 có thể, với lợi thế 92,2% số điểm đã chơi và 102 bàn thắng ghi được sau 30 trận. Kể từ đó, thương hiệu này chưa bao giờ đạt được bởi bất kỳ đội nào khác trong cuộc thi.
Trong Bảng xếp hạng Câu lạc bộ Quốc gia CBF gần đây nhất, có tính đến hành vi của các đội trong năm mùa giải trước và được công bố vào tháng 12 năm 2018, Palmeiras là người đầu tiên được xếp hạng với 16914 điểm. Trong bảng xếp hạng cuối cùng của liên minh có tính đến một giai đoạn lịch sử rộng lớn hơn của bóng đá Brazil và được phát hành vào năm 2011, Palmeiras là người dẫn đầu với 2366 điểm.
Năm 2005, vào ngày 11 tháng 10, Luật số 14.060 đã bị xử phạt tại thành phố São Paulo, ngày 20 tháng 9 là "Ngày của Hiệp hội thể thao Palmeiras", được nhớ hàng năm tại thành phố São Paulo, kể từ khi nó trở thành một phần của Lịch chính thức của đô thị.

## Các cầu thủ
Tính đến 15 tháng 6 năm 2024.
Ghi chú: Quốc kỳ chỉ đội tuyển quốc gia được xác định rõ trong điều lệ tư cách FIFA. Các cầu thủ có thể giữ hơn một quốc tịch ngoài FIFA.
| Số | VT | Quốc gia  | Cầu thủ                      |
| -- | -- | --------- | ---------------------------- |
| 2  | HV | Brasil    | Marcos Rocha (đội phó)       |
| 5  | TV | Argentina | Aníbal Moreno                |
| 6  | HV | Brasil    | Vanderlan                    |
| 8  | TV | Brasil    | Zé Rafael                    |
| 10 | TĐ | Brasil    | Rony                         |
| 11 | TĐ | Brasil    | Bruno Rodrigues              |
| 12 | HV | Brasil    | Mayke                        |
| 14 | TM | Brasil    | Marcelo Lomba                |
| 15 | HV | Paraguay  | Gustavo Gómez (đội trưởng)   |
| 16 | HV | Brasil    | Caio Paulista                |
| 17 | TĐ | Brasil    | Lázaro (cho mượn từ Almería) |
| 20 | TV | Brasil    | Rômulo                       |
| 21 | TM | Brasil    | Weverton                     |
| 22 | HV | Uruguay   | Joaquín Piquerez             |
| 23 | TV | Brasil    | Raphael Veiga                |

| Số | VT | Quốc gia  | Cầu thủ           |
| -- | -- | --------- | ----------------- |
| 24 | TM | Brasil    | Mateus            |
| 25 | TV | Brasil    | Gabriel Menino    |
| 26 | HV | Brasil    | Murilo            |
| 27 | TV | Colombia  | Richard Ríos      |
| 32 | HV | Brasil    | Gustavo Garcia    |
| 34 | HV | Brasil    | Kaiky Naves       |
| 35 | TV | Brasil    | Fabinho           |
| 40 | TV | Brasil    | Jhon Jhon         |
| 41 | TĐ | Brasil    | Estêvão           |
| 42 | TĐ | Argentina | José Manuel López |
| 51 | TM | Brasil    | Kaique Pereira    |
| —  | HV | Argentina | Agustín Giay      |
| —  | TĐ | Brasil    | Felipe Anderson   |

## Honours
The following information is a list of all the honours of Palmeiras since the club was founded.

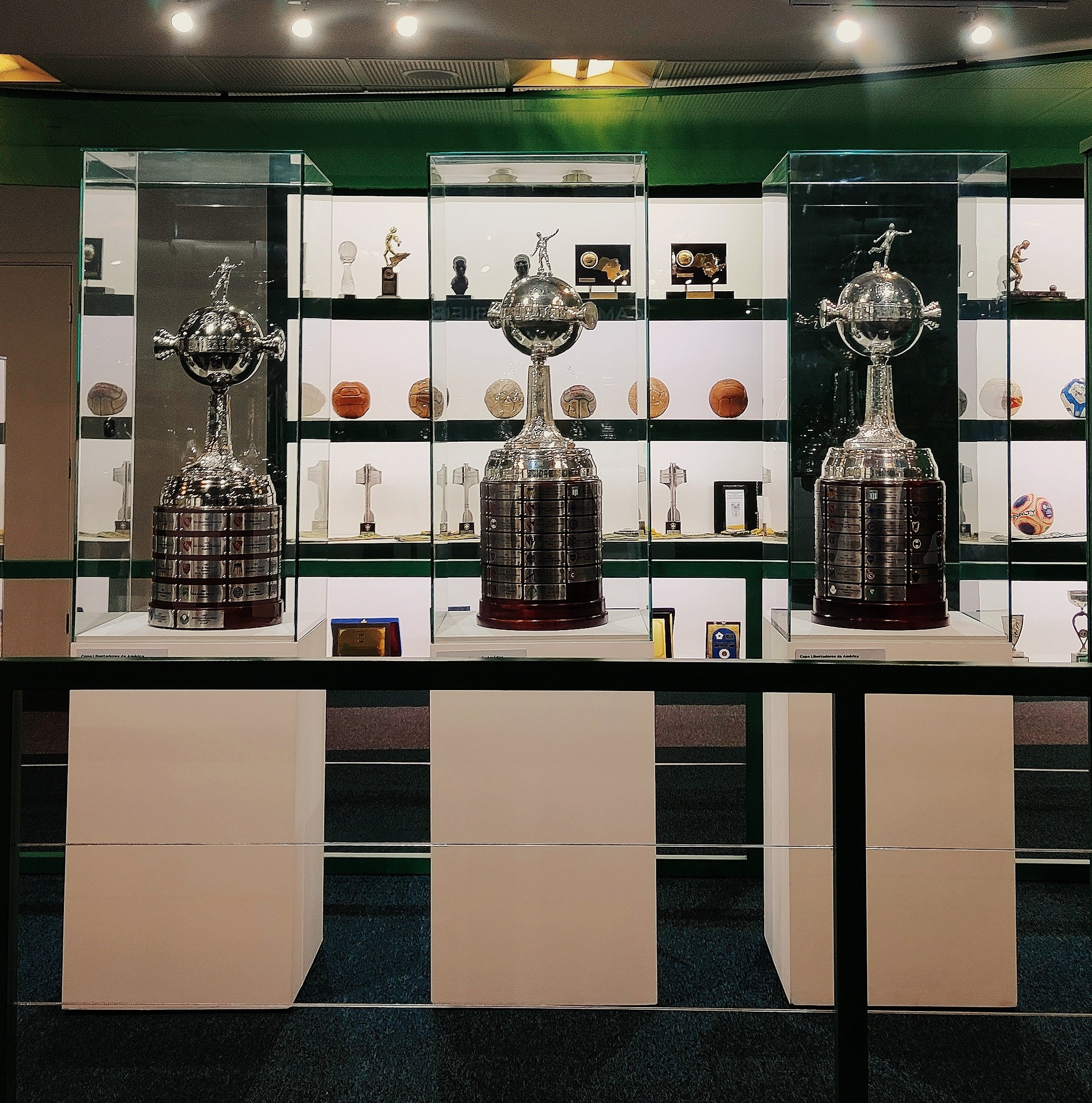
Palmeiras' former Hall of Trophies

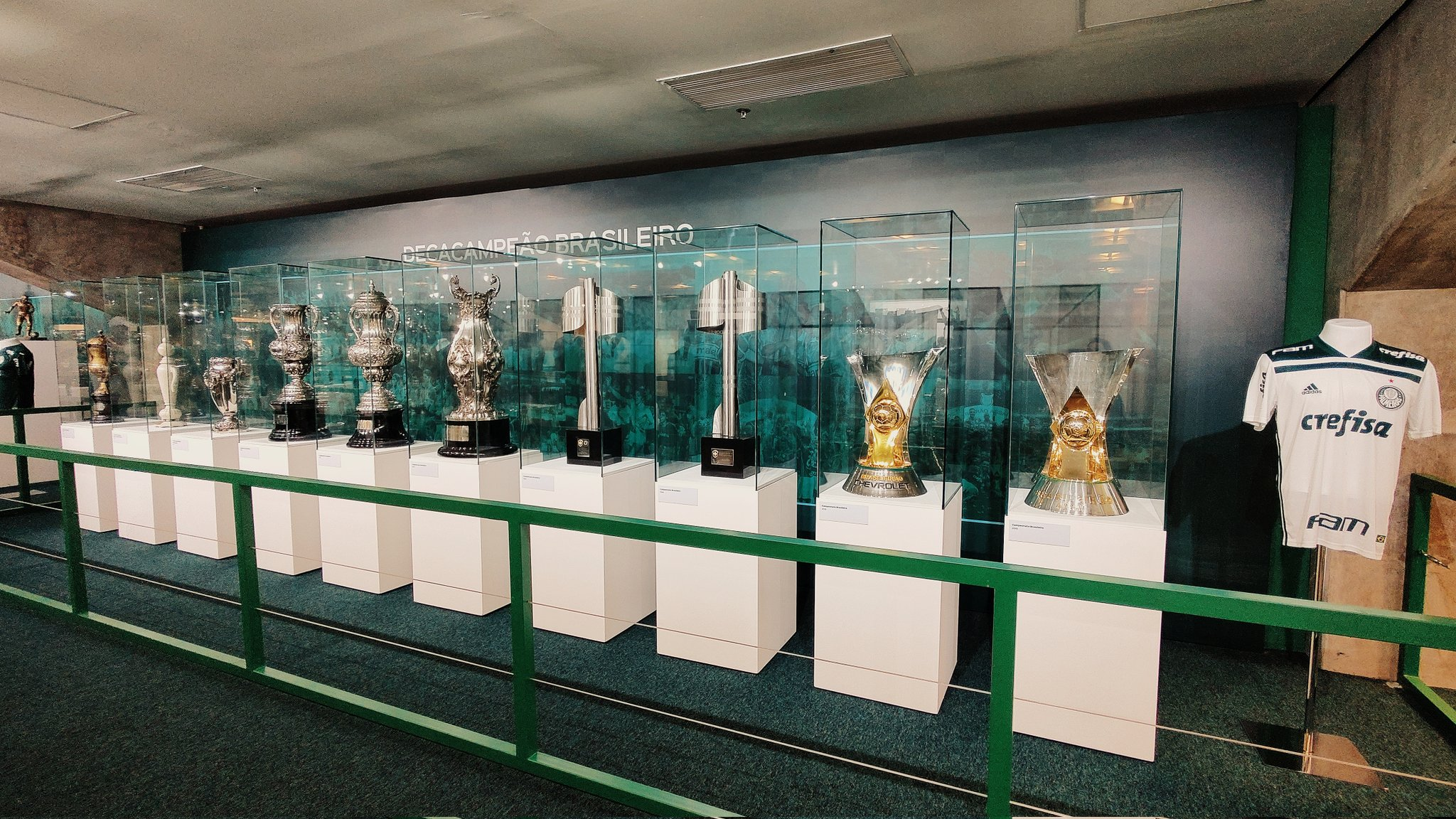
Palmeiras' former Hall of Trophies (new vision)

| Intercontinental                          | Intercontinental | Intercontinental |
| Competitions                              | Titles           | Seasons |
| ----------------------------------------- | ---------------- | --- |
| Copa Rio (international tournament)       | 1                | 1951 |
| Continental                               |                  | |
| Competitions                              | Titles           | Seasons |
| Copa Libertadores                         | 3                | 1999, 2020, 2021 |
| Recopa Sudamericana                       | 1                | 2022 |
| Copa Mercosul                             | 1s               | 1998 |
| National                                  |                  | |
| Competitions                              | Titles           | Seasons |
| Campeonato Brasileiro Série A             | 12               | 1960, 1967 (RGP), 1967 (TB), 1969, 1972, 1973, 1993, 1994, 2016, 2018, 2022, 2023                                                                    |
| Copa do Brasil                            | 4                | 1998, 2012, 2015, 2020 |
| Supercopa do Brasil                       | 1                | 2023 |
| Copa dos Campeões                         | 1s               | 2000 |
| Campeonato Brasileiro Série B             | 2s               | 2003, 2013 |
| Inter-state                               |                  | |
| Competitions                              | Titles           | Seasons |
| Torneio Rio-São Paulo                     | 5s               | 1933, 1951, 1965, 1993, 2000 |
| Taça dos Campeões Estaduais Rio-São Paulo | 4                | 1926, 1934, 1942, 1947 |
| State                                     |                  | |
| Competitions                              | Titles           | Seasons |
| Campeonato Paulista                       | 25               | 1920, 1926, 1927, 1932, 1933, 1934, 1936, 1940, 1942, 1944, 1947, 1950, 1959, 1963, 1966, 1972, 1974, 1976, 1993, 1994, 1996, 2008, 2020, 2022, 2023 |
| Campeonato Paulista Extra                 | 2                | 1926 (APEA), 1938 (LFESP) |

- record
- S shared record

### Other
| International - Ramón de Carranza Trophy (3): 1969, 1974, 1975 - Brasil-Argentina Tournament (2): 1936, 1945 - Mission Tournament (1): 1947 - Mexico Tournament (1): 1959 - Manizales City Tournament (1): 1962 - Lima City Cup (1): 1962 - Five Clubs Mexico Cup (1): 1963 - Firenze Cup (1): 1963 - João Havelange Four International Clubs Tournament (1): 1966 - Brazil-Japan Cup (1): 2016 - Barcelona Cup (1): 1969 - Greece Cup (1): 1970 - March del Plata Tournament (1): 1972 - Italian Immigration Cup (1): 1975 - Kirin Cup (1): 1978* - Copa Euro-América (2): 1991, 1996 - Nagoya Cup (1): 1994 - Brazil-Italy Cup (1): 1994 - Orange Trophy (1): 1997 - Friendship Tournament (1): 1997 - Lev Yashin Tournament (1): 1994 - Estudiantes Century Championship (1): 2015 - Copa EuroAmericana (1): 2014 - Julinho Botelho Trophy (1): 2014 - Florida Cup (1): 2020 * 1978 Kirin Cup Shared with Borussia Mönchengladbach. | National - Porto Alegre Cup (1): 1936 - Paraná Tournament (1): 1938 - Fortaleza Tournament (1): 1938 - Pacaembu Stadium Cup (1): 1940 - Belo Horizonte Tournament (1): 1945 - Rio Grande do Sul Tournament (1): 1964 - Four Clubs Cup São PauloxRio (1): 1952 - Recife Cup (1): 1955 - Maringá Tournament (1): 1969 - Paraná Four Clubs Cup (1): 1984 - Goiás Tournament (1): 1997 - Torneio Maria Quitéria (1): 1997 State - Taça Competência (4): 1920, 1926, 1927, 1932 - Taça dos Invictos (4): 1934, 1972, 1973, 1989 - Torneio Início Paulista (7): 1927 (APEA), 1930, 1935 (LPF), 1939, 1942, 1946, 1969 - Taça Cidade de São Paulo (4): 1945, 1946, 1950, 1951 - Troféu Roberto Ugolini (2): 1960, 1961 - Taça Piratininga (3): 1963, 1965, 1966 - Taça Governador do Estado (1): 1972 |

### Women's
| Continental         | Continental | Continental      |
| Competitions        | Titles      | Seasons          |
| ------------------- | ----------- | ---------------- |
| Copa Libertadores   | 1           | 2022             |
| Regional            |             |                  |
| Competitions        | Titles      | Seasons          |
| Campeonato Paulista | 2           | 2001, 2022       |
| Copa Paulista       | 2           | 2019, 2021       |
| Jogos Regionais     | 3           | 2005, 2008, 2010 |